# Vitel·li
|  | Per a altres significats, vegeu «Vitel·li (desambiguació)». |

Aulus o Aule Vitel·li Germànic (llatí: Aulus Vitellius Germanicus Imperator Augustus, Roma, 24 de setembre del 15- 22 de desembre del 69) fou emperador romà, aclamat per les legions de Germània l'any 68. Era fill de Luci Vitel·li (cònsol any 34) d'una família senatorial.
Era un gran gurmet i bevedor. Fou amic de Tiberi, Calígula, Claudi i Neró. Fou cònsol durant els primers sis mesos del 48 i el seu germà Luci Vitel·li ho fou els altres sis mesos. Després fou procònsol a Àfrica durant un any i un any més llegat a la mateixa província a les ordes del seu germà Luci.

## Campanya en l'Imperi de Galba
En ser proclamat el 68, Galba el va nomenar per comandar les legions de Germània. Estava en mala situació econòmica, i va sortir de Roma deixant a la seva dona Galèria Fundana i els seus fills en allotjaments; alguns creditors volien impedir la seva sortida de Roma i va haver de fer mans i mànigues per poder sortir (quan fou emperador es va revenjar d'aquestos creditors).

## Ascens al tron imperial
El 3 de gener del 69 fou proclamat emperador per les legions de Germània. Quan es va produir el suïcidi de l'emperador Marc Salvi Otó, els soldats d'aquest es van sotmetre al general Aulus Cecina Aliè i van jurar fidelitat a Vitel·li; Flavi Sabí, prefecte a Roma, va impulsar el reconeixement pels soldats i el senat i li va fer decretar els mateixos honors que als precedents emperadors. Quan es va saber la victòria sobre Otó, Vitel·li era encara prop de Colònia Agrippina i llavors va obtenir un reconeixement general que va incloure a Licini Mucià, el governador de Síria, i a Vespasià, que dirigia la guerra contra els jueus.
Vitel·li va passar per Lió on va donar al seu jove fill, també anomenat Vitel·li, el títol de Germànic i la insígnia de la dignitat imperial; els generals vencedors i derrotats van rebre a Vitel·li a Lió; Luci Salvi Otó Titià (germà d'Otó) fou perdonat i Mari Cels va poder retenir el consolat; Suetoni Paulí i Pròcul foren perdonats després d'al·legar que havien perdut expressament la primera batalla de Bedríacum per afavorir a Vitel·li; en canvi els centurions d'Otó foren executats. Va publicar un edicte ordenant als astròlegs sortir d'Itàlia abans del primer d'octubre.
Després va seguir cap a Viena del Delfinat i d'allí va travessar els Alps cap a Itàlia, on va trobar el país ple de soldats dels antics dos bàndols, encara enfrontats; per prevenir desordres va dispersar les legions d'Otó a diferents llocs (entre els quals 18 cohorts bataves a Germània, i molts gals auxiliars que després van participar en la revolta de Juli Civilis). Va arribar a Cremona el 25 de maig i va visitar el camp de batalla de Bedríacum on va dir que «si veure un enemic mort és dolç, més ho era veure la mateixa gent quan eren ciutadans». Va visitar la modesta tomba d'Otó i va enviar el punyal amb el que s'havia matat a Colònia Agrippina per ser dedicat a Mart.
El seguien seixanta mil soldats i milers d'auxiliars; un exèrcit tan gran va produir lògicament desordres; van entrar a Roma el juliol (l'1 de juliol a Alexandria, Vespasià havia estat proclamat emperador); al Capitoli, Vitel·li va trobar a la seva mare i li va donar el títol d'augusta; ell mateix va assumir el títol de pontífex màxim (18 de juliol). Tot seguit Publi Sabí i Juli Prisc foren fets prefectes pretorians, i el nombre de cohorts pretorianes es va augmentar. Aulus Cecina Aliè i Fabi Valent tenien gran influencia però el més influent de tots era un llibert de nom Asiàtic i alguns actors i bufons. No va prendre cap represàlia contra els partidaris de Neró, Galba o Otó i no va confiscar la propietat de cap persona; encara que alguns partidaris d'Otó havien estat executats, va deixar als seus parents conservat la propietat. Però tot i la seva moderació seguia mostrant la seva faceta de gurmet i gastava grans quantitats en menjar. Es diu que va ordenar a la seva mare Sextília suïcidar-se perquè un presagi deia que només regnaria molts anys si la seva mare el premoria, però aquesta història és probablement falsa.

## Rebel·lió de Vespasià

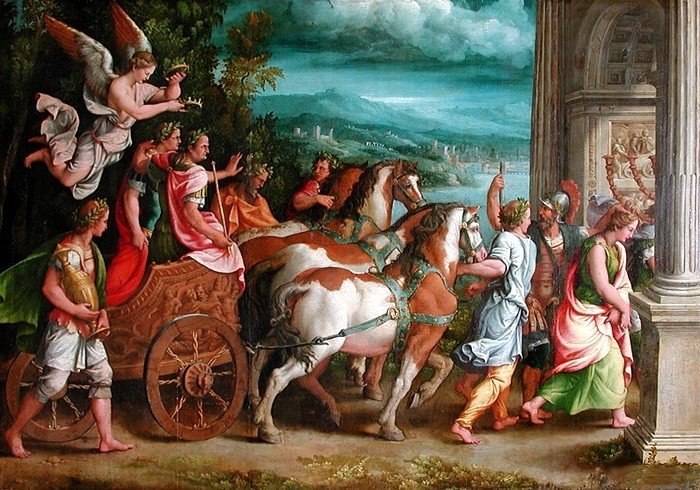
Triomf de Vespasià i Tit. Giulio Romano, 1537-1540).

Tiberi Alexandre, el governador d'Alexandria, va proclamar emperador a Vespasià el mateix 1 de juliol; el 3 de juliol era proclamat a Cesarea Marítima; Mucià, el governador de Síria, que l'havia instigat a la rebel·lió, i que era a Antioquia, el va reconèixer tot seguit. Va seguir la Legió III Gallica de Mèsia que abans havia estat a Síria. El general Antoni Prim, que era a Il·líria, es va declarar per Vespasià i va avançar cap a Itàlia arribant a Aquileia i després a Pàdua i altres llocs, sent ben rebut. Prim es va disposar a assetjar Verona.
Vitel·li va enviar al general Cecina cap al nord, però aquest general el va trair; va ordenar a les seves tropes estacionar a Cremona i part a Hostília a la vora del riu Po, i ell va anar a Ravenna on es va trobar amb Lucili Bas comandant de la flota; poc després Bas entregava la flota a Vespasià; llavor Cecina va treure les seves tropes d'Hostília i les va portar a Verona en posició avantatjosa, però en lloc d'atacar quan era superior, va deixar que les legions procedents de Mèsia s'unissin a Prim, i llavors va demanar al soldats de rendir-se i els va induir a fer jurament de fidelitat a Vespasià. Els seus homes però el van fer presoner i el van enviar carregat de cadenes a Cremona.
Antoni Prim va decidir aprofitar aquesta favorable circumstància per passar a l'atac; va avançar cap a Bedríacum prop de Cremona on es va lliurar la batalla decisiva; Arri Var va atacar massa aviat i fou derrotat i l'exèrcit posat en fuga, però Antoni va matar un portaestendard que fugia, va agafar la bandera i va avançar al davant i fou seguit pels soldats que van guanyar la batalla. Els soldats de Vitel·li es van retirar a Cremona.
A la nit un segon exèrcit de Vitel·li, format per sis legions estacionades a Hostília a uns 50 km, que no sabia encara de la derrota dels seus companys, va atacar a Antoni Prim, i foren derrotats també per aquest. L'endemà Cremona es va rendir; la ciutat fou saquejada durant quatre dies i incendiada.
Valent havia sortit de Roma i era a Etrúria quan va saber les victòries de Prim. La seva fuita va ser inútil i fou capturat prop de Marsella i executat. Quan Vitel·li va saber la traïció de Cecina el va desposseir del seu consolat, i va nomenar Alfè Var com a prefecte en lloc de Publi Sabí, amic de Cecina. Mentre Corneli Fusc, amb algunes tropes, ocupava Ariminium i tot el país dels Apenins; Vitel·li va enviar una força a protegir els Apenins, que es va aquarterar a Mevània (Bevagna) al país umbre.

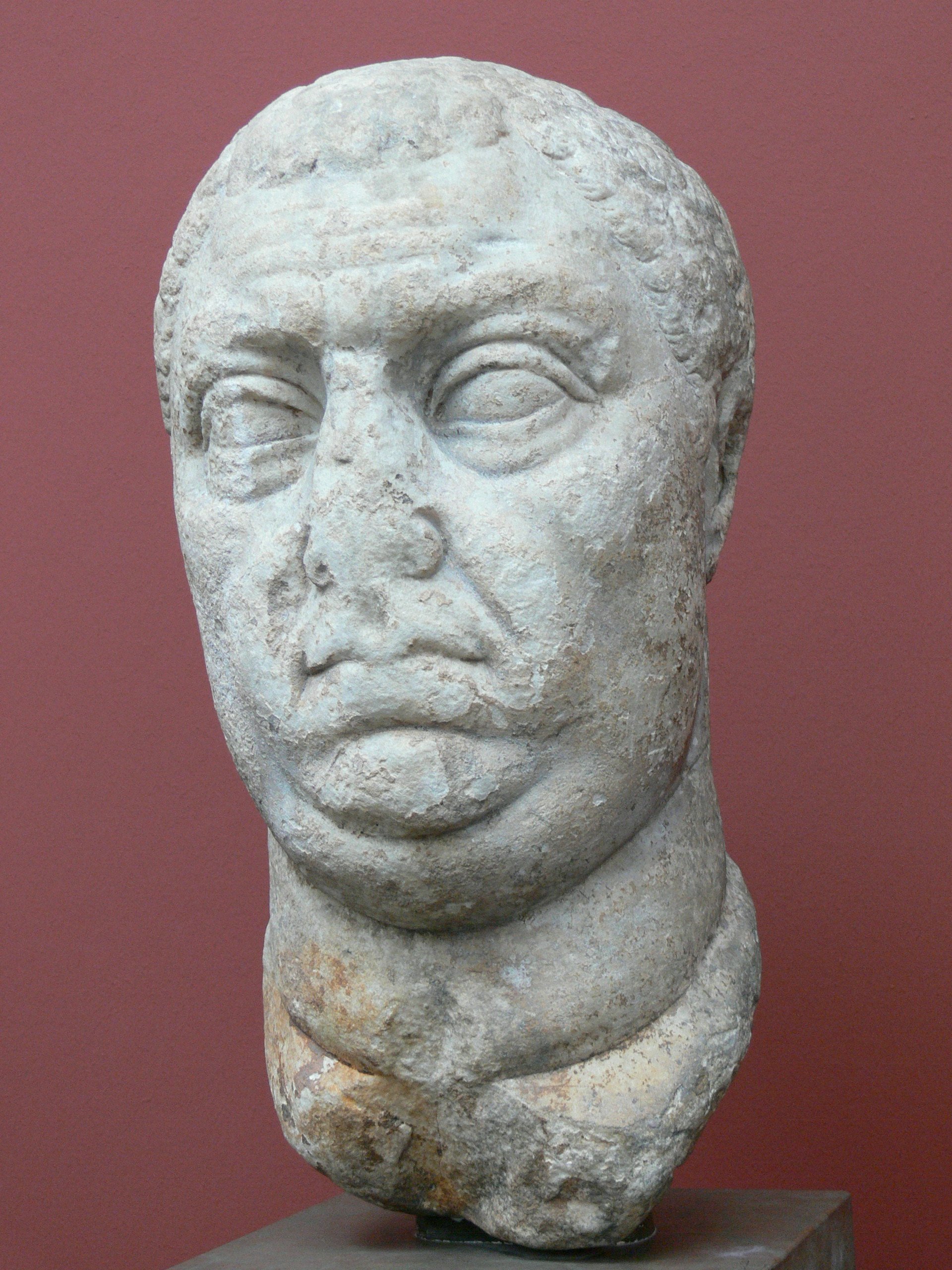
Bust de Vitel·li.

Vitel·li va assumir el consolat perpetu i va fixar el termini per a l'exercici de les magistratures en deu anys; en conseqüència va començar a repartir les magistratures pels següents deu anys en un intent de trobar suports; els soldats van reclamar la seva presència i va anar a Mevània on va demostrar la seva incompetència militar; va tornar en saber que s'havia revoltat la flota a Misenum; les forces de Mevània foren dividides, una part es van dirigir a Narnia i l'altre es van posar a les ordes de Luci Vitel·li per sufocar una revolta a Campània i la revolat de la flota; en la seva tornada (mes de desembre) Vitel·li va acampar a Carsulae entre Mevània i Narnia, i allí el va anar a trobar Quint Petili Cerealis, emparentat amb Vespasià per matrimoni; després de l'entrevista Vitel·li, vestit de pagès es va escapar cap a Roma que curiosament tenia encara com a prefecte a Flavi Sabí, el germà de Vespasià, que mai havia estat destituït; el fill de Vespasià, Domicià, estava amagat a la ciutat.
Prim va ocupar Interamna (Terni) i els oficials de Vitel·li se li van unir. L'emperador ja només dominava Roma. Prim (i després Mucià que acabava d'arribar) li van fer propostes de rendició i en una conferència es van establir els termes. El 18 de desembre, després de la rendició de les seves forces a Interamna, Vitel·li va deixar el palau amb el seu fill i va declarar davant el poble que renunciava a l'imperi. Però el poble el va encoratjar a seguir i va tornar a palau; els senadors i altres alts càrrec que havien rebut la notícia de la renuncia, es van dirigir a Flavi Sabí; quan es va saber que no hi havia renuncia, Sabí fou encarregat d'aconseguir-la; però la força militar de Sabí, que era de pocs homes, fou rebutjada als carrers pels soldats lleials a Vitel·li, i Sabí es va haver de retirar al Capitoli. Al següent dia, Sabí va tornar a insistir i va amenaçar amb un nou atac, però els soldats de Vitel·li, sense control, van atacar el Capitoli que es va cremar per accident; Domicià era amb Sabí al Capitoli i es va poder escapar, i també el fill de Sabí (Flavi Sabí), però aquest i el cònsol Gai Quint Àtic van quedar presoners. Vitel·li va poder salvar a Àtic però Sabí fou mort pels soldats.

## Setge de Roma

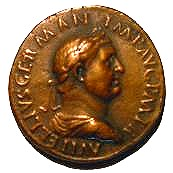
Moneda que mostra en Vitel·li

Luci Vitel·li va conquerir Terracina, i va derrotar els partidaris de Vespasià. Però les tropes de Prim ja eren prop de Roma i Petili Cerealis encara era més a prop.
Vitel·li va intentar donar armes als esclaus i al poble, però al mateix temps va enviar missatgers als generals enemics per aturar el seu avanç. Però ja era massa tard, els partidaris de Vespasià van entrar la ciutat. Es va lluitar casa per casa i moltes persones van morir en la matança dels seguidors de Vitel·li.
L'emperador deposat va fugir a la casa de la seva dona a l'Aventí amb la intenció de reunir-se després amb el seu germà Luci a Terracina, però al darrer moment va retornar a palau on tothom ja havia marxat.
Va provar d'amagar-se al palau, però fou descobert pel tribú d'una cohort anomenat Juli PLàcid. Passejat pels carrers rebent tota mena de burles, finalment fou mort a cops. El seu cap fou passejat per la ciutat i el seu cos tirat al riu Tíber (la seva dona Galèria Fundana el va fer enterrar més tard). Vitel·li tenia llavors 57 anys. El seu germà es va rendir finalment i fou també executat. L'any següent, el seu fill Germànic (que es va casar amb Júlia Calvina) també fou executat per orde de Licini Mucià. Vespasià va concedir a la filla un matrimoni honorable.